# العلاقات الألمانية البريطانية
العلاقات الألمانية البريطانية، أو العلاقات الأنجلو ألمانية، هي العلاقات الثنائية بين ألمانيا والمملكة المتحدة. كانت العلاقات قوية جدًا في أواخر العصور الوسطى عندما عملت المدن الألمانية في الرابطة الهانزية بالتجارة مع إنجلترا واسكتلندا.
تحالفت بريطانيا في أغلب أوقات الحرب مع بروسيا المهيمنة قبل توحيد ألمانيا في عام 1871. تزوجت العائلات المالكة من بعضها في أغلب الأوقات، وحكم بيت هانوفر (1714-1837) الناخبون الصغار في هانوفر، مملكة هانوفر لاحقًا، بالإضافة إلى بريطانيا.
ركز المؤرخون لفترة طويلة على التنافسات الدبلوماسية والبحرية بين ألمانيا وبريطانيا بعد عام 1871، وذلك للبحث عن الأسباب الجذرية للعداء المتزايد الذي أدى إلى الحرب العالمية الأولى. أولى المؤرخون في السنوات الأخيرة اهتمامًا أكبر بالتأثيرات الثقافية والإيديولوجية والتكنولوجية المشتركة.
تحالفت بروسيا مع بريطانيا قبل فترة الحروب النابليونية (1803-1815) ولكنها عانت من ذلك أيضًا، ودعمت بعض الدول الألمانية الأخرى فرنسا. قاتل كل من ألمانيا وبريطانيا ضد بعضهما البعض في الحرب العالمية الأولى والحرب العالمية الثانية. أصبح البلدان حلفاء مقربين في حلف الناتو واستمر هذا التحالف بعد الوحدة، وذلك بعد الاحتلال البريطاني لألمانيا الغربية منذ عام 1945 حتى عام 1950. كان البلدان عضوين مؤسسين للعديد من الجماعات السياسية الأوروبية. كان كلا البلدين عضوًا أساسيًا في ما يُعرف الآن بالاتحاد الأوروبي، وذلك مع انضمام بريطانيا إلى السوق الأوروبية المشتركة في عام 1973. صوتت المملكة المتحدة في استفتاء سياسي عُقد في عام 2016 على الانسحاب من الاتحاد الأوروبي بعد 24 عامًا من العضوية.

## اتصالات تاريخية

### المستعمرات
بنى بسمارك شبكة معقدة من التحالفات الأوروبية التي حافظت على السلام في سبعينيات وثمانينيات القرن التاسع عشر. كان البريطانيون يبنون إمبراطوريتهم حينها، ولكن عارض بسمارك بناء المستعمرات بشدة لأنها باهظة الثمن. أكد على أن الصراعات مع بريطانيا كانت في حدها الأدنى، وذلك عندما حثّه الرأي العام ومطالب النخبة أخيرًا، في ثمانينيات القرن التاسع عشر، على تدمير المستعمرات في أفريقيا والمحيط الهادئ.

### تحسين وتفاقم العلاقات
تحسنت العلاقات بين بريطانيا وألمانيا عندما كان صناع السياسة الرئيسيون، رئيس الوزراء اللورد ساليسبوري والمستشار بسمارك، محافظين واقعيين وموافقين بشكل كبير على السياسات. كانت هناك العديد من المقترحات لعلاقة معاهدة رسمية بين ألمانيا وبريطانيا، ولكنها لم تصل إلى أي مكان، إذ فضلت بريطانيا الوقوف فيما وصفته «بالعزلة البهية». حدثت العديد من التطورات التي أدت إلى تحسين علاقاتهما بشكل مستمر حتى عام 1890، وذلك عندما طُرد بسمارك من قبل فيلهلم الثاني العدواني. رفض فيلهلم صغير العمر بسمارك في عام 1890 بعد وصوله إلى السلطة في عام 1888، وسعى بقوة لزيادة نفوذ ألمانيا في العالم.
خضعت السياسة الخارجية لحكم القيصر الفاسد، الذي كان الطرف المتهور باستمرار، وقيادة فريدريش فون هولشتاين، موظف مدني قوي في وزارة الخارجية. جادل فيلهلم بأن أي تحالف طويل الأمد بين فرنسا وروسيا وُجِب عليه الانهيار، ولن تتعاون روسيا وبريطانيا أبدًا، وستسعى بريطانيا في نهاية المطاف إلى تحالف مع ألمانيا. لم تستطع روسيا حمل ألمانيا على تجديد معاهداتها المتبادلة، فشكلت نتيجة لذلك علاقة أوثق مع فرنسا فيما يُعرف بالتحالف الفرنسي الروسي عام 1894، وكان ذلك بسبب قلقهما بشأن العدوان الألماني. رفضت بريطانيا الموافقة على التحالف الرسمي الذي سعت إليه ألمانيا. تزايد اعتماد ألمانيا على التحالف الثلاثي مع النمسا والمجر وإيطاليا منذ أن أخطأ تحليلها في كل نقطة. قوِّض ذلك بالتنوع العرقي بين النمسا والمجر ونقاط اختلافها مع إيطاليا التي غيرت صفّها في عام 1915.
صعّد فيلهلم التوترات عبر البرقية التي أرسلها إلى كروغر في يناير عام 1896، والتي هنّأ بها الرئيس البويري كروغر من ترانسفال بتصديه لغارة جيمسون. تمكن المسؤولون الألمان في برلين من منع القيصر من اقتراح حماية ألمانية فوق ترانسفال. تعاطفت ألمانيا مع البوير في حرب البوير الثانية.
دعا وزير الخارجية الألماني برنارت فون بولوف إلى سياسة عالمية، والتي كانت السياسة الجديدة لتأكيد ادعائها بأنها قوة عالمية. أُهمِلت النزعة المحافظة لبسمارك، وذلك عندما كانت ألمانيا عازمة على تحدي النظام الدولي وإزعاجه. استمرت العلاقات بالتدهور بعد ذلك، وبدأت بريطانيا بالنظر إلى ألمانيا على أنها قوة معادية، وانتقلت إلى علاقات أكثر صداقة مع فرنسا.

### السباق البحري
سيطرت البحرية الملكية البريطانية على العالم في القرن التاسع عشر، وحاولت ألمانيا بعد عام 1890 تحقيق العدل. أدى السباق البحري الناتج إلى زيادة التوترات بين البلدين. أصبح الأدميرال تيربيتز وزير الدولة للبحرية الألمانية في عام 1897، وبدأ في تحويل البحرية الألمانية من قوة دفاع ساحلية صغيرة إلى أسطول كان يهدف إلى تحدي القوة البحرية البريطانية. دعا تيربيتز إلى بناء أسطول مغامر من شأنه أن يزيد من حدة الخطر على بريطانيا في مواجهة ألمانيا، وذلك كجزء من محاولة أوسع لتغيير ميزان القوى الدولي بشكل حاسم لصالح ألمانيا.
كان لدى البحرية الألمانية، تحت حكم تيربيتز، طموحات لمنافسة البحرية البريطانية العظيمة، وتوسيع أسطولها بشكل كبير في أوائل القرن العشرين لحماية المستعمرات وممارسة السلطة في جميع أنحاء العالم. بدأ تيربيتز برنامجًا لبناء السفن الحربية في عام 1898، وفي عام 1890 لحماية الأسطول الجديد. تبادلت ألمانيا جزيرة هيلغولاند الإستراتيجية في بحر الشمال مع بريطانيا. استحوذت بريطانيا على جزيرة زنجبار في شرق أفريقيا بالمقابل وشرعت في بناء قاعدة بحرية. استمر تقدم البريطانيين في السباق البحري بشكل دائم، وقدموا سفينة دريدنوت الحربية المتطورة جدًا في عام 1907.

### الأزمتان المغربيتان
كانت ألمانيا في حالة حرب تقريبًا ضد بريطانيا وفرنسا في الأزمة المغربية الأولى عام 1905، وذلك بسبب محاولة فرنسا جعل المغرب تحت وصايتها. انزعج الألمان لعدم إبلاغهم بذلك. ألقى فيلهلم خطابًا استفزازيًا للغاية من أجل استقلال المغرب. عُقِد في العام التالي مؤتمر في الجزيرة الخضراء (إسبانيا) انحازت فيه جميع القوى الأوروبية باستثناء النمسا والمجر (التي تزايد النظر إليها حينها على أنها ليست أكثر من تابع ألماني) إلى فرنسا. توصلت الولايات المتحدة إلى حل وسط للفرنسيين تجسد بالتخلي عن جزء من سيطرتهم على المغرب.
استعدت فرنسا لإرسال المزيد من القوات إلى المغرب في عام 1911. لم يعارض وزير الخارجية الألماني ألفريد فون كيدرلين فيشتر ذلك، وذلك في حال تعويض ألمانيا في أماكن أخرى في أفريقيا، أي في الكونغو الفرنسية. أرسل سفينة حربية صغيرة، سفينة بانثر، إلى أغادير، ووجه تهديدات بالحرب وأثار غضب القوميين الألمان. اتفقت فرنسا وألمانيا بعد وقت قريب على حل وسط تجسد بسيطرة فرنسا على المغرب وحصول ألمانيا على بعض من الكونغو الفرنسية. كانت الحكومة البريطانية غاضبة وقلقة من العدوان الألماني. ألقى لويد جورج خطابًا دراميًا من مقر مانشن هاوس ندد فيه بالتحرك الألماني باعتباره إهانة غير مقبولة. كان هنالك حديث عن بوادر حرب حتى تراجعت ألمانيا، وظلت العلاقات متوترة بينهما.

## مقارنة بين البلدين
هذه مقارنة عامة ومرجعية للدولتين:
| وجه المقارنة                                              | ألمانيا                                                                              | المملكة المتحدة                 |
| --------------------------------------------------------- | ------------------------------------------------------------------------------------ | ------------------------------- |
| المساحة (كم2)                                             | 357.41 ألف                                                                           | 242.50 ألف                      |
| عدد السكان (نسمة)                                         | 81.29 مليون                                                                          | 66.02 مليون                     |
| الكثافة السكانية (ن./كم²)                                 | 227.44                                                                               | 272.25                          |
| العاصمة                                                   | بون، برلين                                                                           | لندن                            |
| اللغة الرسمية                                             | اللغة الألمانية                                                                      | لغة إنجليزية، اللغة الويلزية    |
| العملة                                                    | يورو، مارك ألماني                                                                    | جنيه إسترليني                   |
| الناتج المحلي الإجمالي (بليون دولار)                      | 3.68 تريليون                                                                         | 2.62 تريليون                    |
| الناتج المحلي الإجمالي (تعادل القوة الشرائية) بليون دولار | 3.92 تريليون                                                                         | 2.72 تريليون                    |
| الناتج المحلي الإجمالي الاسمي للفرد دولار أمريكي          | 41.31 ألف                                                                            | 43.88 ألف                       |
| الناتج المحلي الإجمالي للفرد دولار أمريكي                 | 46.40 ألف                                                                            | 40.23 ألف                       |
| مؤشر التنمية البشرية                                      | 0.926                                                                                | 0.907                           |
| رمز المكالمات الدولي                                      | +49                                                                                  | +44                             |
| رمز الإنترنت                                              | .de                                                                                  | .uk، .gb                        |
| المنطقة الزمنية                                           | توقيت وسط أوروبا، ت ع م+01:00، ت ع م+02:00، توقيت أوروبا الوسطى المعياري (ت غ م +1) ‏ | توقيت غرينيتش، توقيت غرب أوروبا |

## مدن متوأمة
في ما يلي قائمة باتفاقيات التوأمة بين مدن ألمانية وبريطانية:
- ترتبط غلزنكيرشن مع نيوكاسل أبون تاين باتفاقية توأمة منذ 1987.[34][34]
- ترتبط شتاتالندورف مع St Ives, Cambridgeshire [الإنجليزية]‏ باتفاقية توأمة.
- ترتبط براونشفايغ مع باث باتفاقية توأمة منذ 1986.[35][35][35][35]
- ترتبط غيورغسمارينهوته مع بورنموث باتفاقية توأمة.
- ترتبط غيفهورن مع دامفريس [الإنجليزية]‏ باتفاقية توأمة.
- ترتبط Werne [الإنجليزية]‏ مع ليثام سانت آنز [الإنجليزية]‏ باتفاقية توأمة منذ 1984.
- ترتبط بريمن مع Dudley [الإنجليزية]‏ باتفاقية توأمة منذ 1987.[36][36][36]
- ترتبط أويلتسن مع بارنستيبل [الإنجليزية]‏ باتفاقية توأمة.
- ترتبط نويمونستر مع Gravesham [الإنجليزية]‏ باتفاقية توأمة منذ 1990.
- ترتبط ريغنسبورغ مع أبردين باتفاقية توأمة منذ 1969.
- ترتبط بادربورن مع بولتن باتفاقية توأمة منذ 1975.[37][37][38][39]
- ترتبط إميريش آم راين مع King's Lynn [الإنجليزية]‏ باتفاقية توأمة منذ 1978.
- ترتبط فريدريشسدورف مع Chesham [الإنجليزية]‏ باتفاقية توأمة.
- ترتبط Bad Bederkesa [الإنجليزية]‏ مع Bodmin [الإنجليزية]‏ باتفاقية توأمة.
- ترتبط فريتسلار مع Burnham-on-Sea [الإنجليزية]‏ باتفاقية توأمة.
- ترتبط ركلنهاوزن مع برستون باتفاقية توأمة منذ 2001.
- ترتبط باد نوياشتات آن در زاله مع Pershore [الإنجليزية]‏ باتفاقية توأمة.
- ترتبط نورنبرغ مع غلاسكو باتفاقية توأمة منذ 1979.
- ترتبط إسن مع سندرلاند باتفاقية توأمة منذ 1974.
- ترتبط غيسن مع ونشستر باتفاقية توأمة منذ 26 مايو 1990.
- ترتبط Siegen-Wittgenstein [الإنجليزية]‏ مع منطقة بارنت في لندن باتفاقية توأمة.
- ترتبط فيزيلينغ مع West Devon [الإنجليزية]‏ باتفاقية توأمة.
- ترتبط كوبلنتس مع نورتش باتفاقية توأمة منذ 1969.
- ترتبط فورت مع بيزلي باتفاقية توأمة منذ 1992.[40][40][40][40]
- ترتبط زيزن مع وانتج [الإنجليزية]‏ باتفاقية توأمة.
- ترتبط هان [الإنجليزية]‏ مع Berwick-upon-Tweed [الإنجليزية]‏ باتفاقية توأمة.
- ترتبط Herxheim bei Landau/Pfalz [الإنجليزية]‏ مع إلفراكومب باتفاقية توأمة.
- ترتبط نوردرشتيت مع Oadby and Wigston [الإنجليزية]‏ باتفاقية توأمة.
- ترتبط كريفلد مع ليستر باتفاقية توأمة.
- ترتبط إنغلهايم آم راين مع ستيفينيدج [الإنجليزية]‏ باتفاقية توأمة منذ 1984.[41][41][41][41]
- ترتبط فالتروب مع هيرن باي باتفاقية توأمة.
- ترتبط شلسفيغ مع ناحية هيلينغدون في لندن باتفاقية توأمة.
- ترتبط هايليغنهاوس مع Basildon [الإنجليزية]‏ باتفاقية توأمة.
- ترتبط رينتلن مع Kendal [الإنجليزية]‏ باتفاقية توأمة.
- ترتبط بوخوم مع شفيلد باتفاقية توأمة منذ 1950.[42][42][43][44]
- ترتبط مويرس مع Metropolitan Borough of Knowsley [الإنجليزية]‏ باتفاقية توأمة.
- ترتبط Sonsbeck [الإنجليزية]‏ مع Sandwich, Kent [الإنجليزية]‏ باتفاقية توأمة.
- ترتبط مانهايم مع سوانزي باتفاقية توأمة منذ 1961.
- ترتبط كوتبوس مع Nuneaton and Bedworth [الإنجليزية]‏ باتفاقية توأمة منذ 1967.
- ترتبط فوبرتال مع South Tyneside [الإنجليزية]‏ باتفاقية توأمة منذ 17 فبراير 1964.
- ترتبط باد رابناو مع Llandrindod Wells [الإنجليزية]‏ باتفاقية توأمة.
- ترتبط Hürth [الإنجليزية]‏ مع ثيتفورد باتفاقية توأمة.
- ترتبط لوراخ مع تشستر باتفاقية توأمة.
- ترتبط رويتلينغن مع Ellesmere Port [الإنجليزية]‏ باتفاقية توأمة.
- ترتبط برامشه مع تودموردن [الإنجليزية]‏ باتفاقية توأمة.[45]
- ترتبط بلاوبويرن مع Brecknockshire [الإنجليزية]‏ باتفاقية توأمة.
- ترتبط زانكت آوغستين مع غرانتهام باتفاقية توأمة.
- ترتبط بريتن مع Pontypool [الإنجليزية]‏ باتفاقية توأمة منذ 1 ديسمبر 1979.[46][46]
- ترتبط فيسن مع ليتشوورث باتفاقية توأمة منذ 27 مايو 2000.[47][47][48][49]
- ترتبط فرتهايم آم ماين مع هانتينغدون [الإنجليزية]‏ باتفاقية توأمة.
- ترتبط باد ناوهايم مع باكيستون باتفاقية توأمة.
- ترتبط توبينغن مع درم باتفاقية توأمة منذ 1989.
- ترتبط فرانكنبرغ مع Manningtree [الإنجليزية]‏ باتفاقية توأمة.
- ترتبط شوتن مع Maybole [الإنجليزية]‏ باتفاقية توأمة.
- ترتبط برلين مع لندن باتفاقية توأمة منذ 13 أبريل 1994.[50][50][50][50]
- ترتبط Trebbin [الإنجليزية]‏ مع بونكور رجيس [الإنجليزية]‏ باتفاقية توأمة.
- ترتبط ريزا مع روثرهام [الإنجليزية]‏ باتفاقية توأمة منذ 1988.
- ترتبط باد فيلدونغن مع سافرون والدن [الإنجليزية]‏ باتفاقية توأمة.
- ترتبط اونترهآخينغ مع ويتني [الإنجليزية]‏ باتفاقية توأمة.
- ترتبط Wissen (Verbandsgemeinde) [الإنجليزية]‏ مع ليتشوورث باتفاقية توأمة منذ 30 مايو 2003.[47][48][49][51]
- ترتبط فايل آم راين مع بونكور رجيس [الإنجليزية]‏ باتفاقية توأمة.
- ترتبط كليفه مع ورسستر باتفاقية توأمة منذ 1987.[52][53][54][55]
- ترتبط شمالنبرغ مع بورغس هيل [الإنجليزية]‏ باتفاقية توأمة.
- ترتبط Lautertal (Vogelsberg) [الإنجليزية]‏ مع Radlett [الإنجليزية]‏ باتفاقية توأمة.
- ترتبط بون مع بلفاست باتفاقية توأمة منذ 1983.
- ترتبط بوبلينغين مع Glenrothes [الإنجليزية]‏ باتفاقية توأمة منذ 1964.[56]
- ترتبط غوتينغن مع حي هكني في لندن باتفاقية توأمة منذ 1983.[57][57][57][57]
- ترتبط Porz [الإنجليزية]‏ مع دونستابل باتفاقية توأمة.
- ترتبط آلفلد مع ويكفيلد باتفاقية توأمة.
- ترتبط لودفيغسبورغ مع Caerphilly [الإنجليزية]‏ باتفاقية توأمة.
- ترتبط فريدبرغ مع بيشوب ستورتفورد [الإنجليزية]‏ باتفاقية توأمة.
- ترتبط فيرزن مع بيتربرة باتفاقية توأمة منذ 1981.
- ترتبط Hillerse [الإنجليزية]‏ مع Dolton, Devon [الإنجليزية]‏ باتفاقية توأمة.
- ترتبط فرايبورغ مع غلدفورد باتفاقية توأمة منذ 1967.
- ترتبط فيتن مع منطقة باركينغ وداغنهام في لندن باتفاقية توأمة منذ 1975.
- ترتبط مارل مع Borough of Pendle [الإنجليزية]‏ باتفاقية توأمة.
- ترتبط درسدن مع كوفنتري باتفاقية توأمة منذ 1971.
- ترتبط روسلسهايم مع رغبي باتفاقية توأمة منذ 1977.
- ترتبط Neukölln [الإنجليزية]‏ مع London Borough of Hammersmith and Fulham [الإنجليزية]‏ باتفاقية توأمة.
- ترتبط كايسرسلاوترن مع نيوهام باتفاقية توأمة منذ 1967.
- ترتبط شفايبيش هال مع لوفبرا باتفاقية توأمة منذ 16 يونيو 1989.[58]
- ترتبط كوكسهافن مع Penwith [الإنجليزية]‏ باتفاقية توأمة منذ 13 أغسطس 2004.
- ترتبط كارلسروه مع نوتنغهام باتفاقية توأمة منذ 1969.
- ترتبط فلمار مع Bewdley [الإنجليزية]‏ باتفاقية توأمة.
- ترتبط إمدن مع ناحية هيلينغدون في لندن باتفاقية توأمة منذ 1961.
- ترتبط مجدلا مع ايسلهم باتفاقية توأمة.
- ترتبط هامينكلن مع Sedgefield [الإنجليزية]‏ باتفاقية توأمة.
- ترتبط هايدلبرغ مع كامبريدج باتفاقية توأمة منذ 1965.
- ترتبط مندن مع منطقة ساتون باتفاقية توأمة.
- ترتبط Reinickendorf [الإنجليزية]‏ مع حي غرينتش الملكي باتفاقية توأمة.
- ترتبط برول مع ليمينغتون سبا باتفاقية توأمة منذ 1973.
- ترتبط بلاتلينغ مع Selkirk, Scottish Borders [الإنجليزية]‏ باتفاقية توأمة منذ 1992.
- ترتبط لاغه مع Horsham [الإنجليزية]‏ باتفاقية توأمة.
- ترتبط دراي آيش مع Borough of Stafford [الإنجليزية]‏ باتفاقية توأمة منذ 1981.
- ترتبط Wöllstein [الإنجليزية]‏ مع غريت برفرد باتفاقية توأمة.
- ترتبط بفونغسشتات مع Retford [الإنجليزية]‏ باتفاقية توأمة.
- ترتبط آلتنا مع بلاكبرن باتفاقية توأمة.[59]
- ترتبط باد غودزبرغ مع وندسور و ميدينهيد [الإنجليزية]‏ باتفاقية توأمة منذ 1969.[60][60][60][60]
- ترتبط فيتسنهاوزن مع Filton [الإنجليزية]‏ باتفاقية توأمة.
- ترتبط كورنفستهايم مع Eastleigh [الإنجليزية]‏ باتفاقية توأمة.
- ترتبط Denzlingen [الإنجليزية]‏ مع North Hykeham [الإنجليزية]‏ باتفاقية توأمة.
- ترتبط Charlottenburg borough  [لغات أخرى]‏ مع لويشام [الإنجليزية]‏ باتفاقية توأمة.
- ترتبط بوتروب مع بلاكبول باتفاقية توأمة منذ 1987.
- ترتبط هيرسبروك مع Lossiemouth [الإنجليزية]‏ باتفاقية توأمة.
- ترتبط Graben-Neudorf [الإنجليزية]‏ مع Usk [الإنجليزية]‏ باتفاقية توأمة.
- ترتبط زولينغن مع Blyth, Northumberland [الإنجليزية]‏ باتفاقية توأمة.
- ترتبط نوي-إيزنبورغ مع Dacorum [الإنجليزية]‏ باتفاقية توأمة منذ 15 أبريل 1978.[61][61][61][61]
- ترتبط بيتيغهايم-بيسينغن مع Surrey Heath [الإنجليزية]‏ باتفاقية توأمة.
- ترتبط غيرلينغن مع سيهام [الإنجليزية]‏ باتفاقية توأمة.
- ترتبط غوسلار مع وندسور و ميدينهيد [الإنجليزية]‏ باتفاقية توأمة.
- ترتبط مونستر مع يورك باتفاقية توأمة.
- ترتبط Tempelhof-Schöneberg [الإنجليزية]‏ مع منطقة بارنت في لندن باتفاقية توأمة منذ 1995.
- ترتبط فولفرات مع ور باتفاقية توأمة.
- ترتبط فلبرت مع Corby [الإنجليزية]‏ باتفاقية توأمة.[62]
- ترتبط باد بروكناو مع Kirkham, Lancashire [الإنجليزية]‏ باتفاقية توأمة.
- ترتبط فولفسبورغ مع لوتن باتفاقية توأمة منذ 1975.
- ترتبط نويفيد مع منطقة بروملي باتفاقية توأمة.
- ترتبط ميندلهايم مع East Grinstead [الإنجليزية]‏ باتفاقية توأمة.
- ترتبط أويسكيرشن مع Basingstoke and Deane [الإنجليزية]‏ باتفاقية توأمة.
- ترتبط باد مونستر آيفل مع أشفورد باتفاقية توأمة.
- ترتبط آيزنبرغ مع Baldock [الإنجليزية]‏ باتفاقية توأمة.
- ترتبط لير مع تروبريدج باتفاقية توأمة.
- ترتبط هرفورد مع Hinckley [الإنجليزية]‏ باتفاقية توأمة منذ 1995.
- ترتبط هافلبرغ مع ورك باتفاقية توأمة.
- ترتبط إبينغن مع إبينغ [الإنجليزية]‏ باتفاقية توأمة.
- ترتبط Oststeinbek [الإنجليزية]‏ مع كاددينغتون باتفاقية توأمة.
- ترتبط زيمباخ آم إن مع Skipton [الإنجليزية]‏ باتفاقية توأمة.
- ترتبط فيتر مع المسال الجنوبية [الإنجليزية]‏ باتفاقية توأمة منذ 3 أكتوبر 1990.
- ترتبط أوفنبورغ مع Borehamwood [الإنجليزية]‏ باتفاقية توأمة منذ 19 مارس 1999.[63]
- ترتبط ترير مع غلوستر باتفاقية توأمة منذ 8 سبتمبر 1971.
- ترتبط موسباخ مع ليمينغتون [الإنجليزية]‏ باتفاقية توأمة.
- ترتبط هيلدسهايم مع North Somerset [الإنجليزية]‏ باتفاقية توأمة منذ 1965.
- ترتبط إركرات مع West Lancashire [الإنجليزية]‏ باتفاقية توأمة.
- ترتبط ليفركوزن مع Bracknell Forest [الإنجليزية]‏ باتفاقية توأمة.
- ترتبط هوكستر مع Sudbury, Suffolk [الإنجليزية]‏ باتفاقية توأمة.
- ترتبط لونن مع سالفورد باتفاقية توأمة منذ 18 مارس 1991.[64][64][65][65]
- ترتبط أوسنابروك مع دربي باتفاقية توأمة منذ 1 مارس 2004.[66][67][68][69]
- ترتبط إيتلينغن مع كليفيدون [الإنجليزية]‏ باتفاقية توأمة.
- ترتبط فالنفيلز مع Bingham, Nottinghamshire [الإنجليزية]‏ باتفاقية توأمة.
- ترتبط فالدبرول مع Witham [الإنجليزية]‏ باتفاقية توأمة.
- ترتبط لانغنهاغن مع London Borough of Southwark [الإنجليزية]‏ باتفاقية توأمة منذ 1996.[70][70][70]
- ترتبط متزنجن مع هكسهام [الإنجليزية]‏ باتفاقية توأمة.
- ترتبط دورستن مع Newtownabbey [الإنجليزية]‏ باتفاقية توأمة.
- ترتبط تسفينغنبرغ مع Tetbury [الإنجليزية]‏ باتفاقية توأمة.
- ترتبط ماين مع Godalming [الإنجليزية]‏ باتفاقية توأمة.
- ترتبط أوبرهاوزن مع ميدلزبرة باتفاقية توأمة منذ 20 مايو 1986.
- ترتبط آوغسبورغ مع إنفرنيس باتفاقية توأمة منذ 1967.
- ترتبط إتسهويه مع Cirencester [الإنجليزية]‏ باتفاقية توأمة.
- ترتبط مورهارت مع فروم [الإنجليزية]‏ باتفاقية توأمة.
- ترتبط باد بيفينسن مع ساوث مولتون [الإنجليزية]‏ باتفاقية توأمة.
- ترتبط زيلم مع Workington [الإنجليزية]‏ باتفاقية توأمة.
- ترتبط فلنسبورغ مع كارلايل باتفاقية توأمة منذ 1961.[71]
- ترتبط تسيله مع تافيستوك باتفاقية توأمة منذ 1989.
- ترتبط باد أوينهاوزن مع Wear Valley [الإنجليزية]‏ باتفاقية توأمة.
- ترتبط فتسلار مع كولشيستر باتفاقية توأمة منذ 1960.
- ترتبط أشافنبورغ مع بيرث باتفاقية توأمة منذ 1975.
- ترتبط غوترسلوه مع Borough of Broxtowe [الإنجليزية]‏ باتفاقية توأمة.
- ترتبط لاندسبرغ إم لش مع بوشي [الإنجليزية]‏ باتفاقية توأمة.
- ترتبط هام مع برادفورد باتفاقية توأمة.
- ترتبط باينه مع Heywood, Greater Manchester [الإنجليزية]‏ باتفاقية توأمة منذ 1990.
- ترتبط دورتموند مع ليدز باتفاقية توأمة منذ 1973.
- ترتبط Barsbüttel [الإنجليزية]‏ مع Callington [الإنجليزية]‏ باتفاقية توأمة.
- ترتبط كلكهايم مع هاي ويكومب باتفاقية توأمة.
- ترتبط بيزيغهايم مع Newton Abbot [الإنجليزية]‏ باتفاقية توأمة.
- ترتبط باد هومبورغ (فور در هوهه) مع إكزتر باتفاقية توأمة.
- ترتبط نوردنهام مع Peterlee [الإنجليزية]‏ باتفاقية توأمة.
- ترتبط بريلون مع تورسو باتفاقية توأمة.
- ترتبط إرفتشتات مع ووكينغهام باتفاقية توأمة.
- ترتبط باد زالتسوفلن مع Bridlington [الإنجليزية]‏ باتفاقية توأمة.
- ترتبط رمشايد مع Wansbeck District [الإنجليزية]‏ باتفاقية توأمة.
- ترتبط روديشيم أم راين مع Swanage [الإنجليزية]‏ باتفاقية توأمة.
- ترتبط إكرنفورده مع ماكليسفيلد باتفاقية توأمة.
- ترتبط كونيغسفينتر مع North East Lincolnshire [الإنجليزية]‏ باتفاقية توأمة.
- ترتبط بايرسبرون مع Midhurst [الإنجليزية]‏ باتفاقية توأمة.
- ترتبط فيزه مع Watton, Norfolk [الإنجليزية]‏ باتفاقية توأمة.
- ترتبط باد فيلبل مع غلوسوب [الإنجليزية]‏ باتفاقية توأمة.
- ترتبط مونتاباور مع Brackley [الإنجليزية]‏ باتفاقية توأمة.
- ترتبط ليشتنفلز مع Prestwick [الإنجليزية]‏ باتفاقية توأمة.
- ترتبط فيلدسهاوزن مع Hertford [الإنجليزية]‏ باتفاقية توأمة.
- ترتبط غوغلينغن مع دوركينغ باتفاقية توأمة.
- ترتبط براونفلز مع نيوبري [الإنجليزية]‏ باتفاقية توأمة.
- ترتبط فاغهويزل مع Caldicot [الإنجليزية]‏ باتفاقية توأمة.
- ترتبط باساو مع دامفريس [الإنجليزية]‏ باتفاقية توأمة منذ 8 أبريل 1984.
- ترتبط Schwalm-Eder-Kreis [الإنجليزية]‏ مع Sedgemoor [الإنجليزية]‏ باتفاقية توأمة.
- ترتبط برغكامن مع Kirklees [الإنجليزية]‏ باتفاقية توأمة.
- ترتبط Garbsen [الإنجليزية]‏ مع Bassetlaw District [الإنجليزية]‏ باتفاقية توأمة منذ 25 مارس 1990.[72][73][74][75]
- ترتبط كرونبرج إم تانوس مع آبريستويث باتفاقية توأمة.
- ترتبط دوسلدورف مع ريدنغ باتفاقية توأمة منذ 1989.[76][76][77][77]
- ترتبط أوكسنفورت مع ویمبورن مينستر [الإنجليزية]‏ باتفاقية توأمة.
- ترتبط زوست مع بانغور باتفاقية توأمة.
- ترتبط ماربورغ مع نورثامبتون باتفاقية توأمة.
- ترتبط راتينغن مع Cramlington [الإنجليزية]‏ باتفاقية توأمة.
- ترتبط نيبول مع Malmesbury [الإنجليزية]‏ باتفاقية توأمة.
- ترتبط Osterode (district) [الإنجليزية]‏ مع Borough of Scarborough [الإنجليزية]‏ باتفاقية توأمة.
- ترتبط كامب-لينتفورت مع تشترلي ستريت [الإنجليزية]‏ باتفاقية توأمة.
- ترتبط آلتزي مع Harpenden [الإنجليزية]‏ باتفاقية توأمة.
- ترتبط فرانكناو مع Wirksworth [الإنجليزية]‏ باتفاقية توأمة.
- ترتبط باد إمس مع Droitwich Spa [الإنجليزية]‏ باتفاقية توأمة.
- ترتبط Norden, Lower Saxony [الإنجليزية]‏ مع براد اون افون باتفاقية توأمة.
- ترتبط كيمنتس مع مانشستر باتفاقية توأمة منذ 1970.
- ترتبط هاملن مع Torbay [الإنجليزية]‏ باتفاقية توأمة.
- ترتبط بيبرا مع Knaresborough [الإنجليزية]‏ باتفاقية توأمة منذ 1969.
- ترتبط إرلنغن مع ستوك أون ترينت باتفاقية توأمة منذ 1964.
- ترتبط هوفهايم آم تاونوس مع Tiverton, Devon [الإنجليزية]‏ باتفاقية توأمة.
- ترتبط كيل مع كوفنتري باتفاقية توأمة منذ 14 يونيو 2012.[78][79][80][81]
- ترتبط شباير مع سبالدينغ [الإنجليزية]‏ باتفاقية توأمة.
- ترتبط روتن مع Dereham [الإنجليزية]‏ باتفاقية توأمة.
- ترتبط Oberhausen-Rheinhausen [الإنجليزية]‏ مع بليناو غونت [الإنجليزية]‏ باتفاقية توأمة منذ 1996.
- ترتبط فورتسبورغ مع دندي باتفاقية توأمة منذ 1962.[82][82][83][83]
- ترتبط Weilerswist [الإنجليزية]‏ مع Whitnash [الإنجليزية]‏ باتفاقية توأمة.
- ترتبط كمبن مع East Cambridgeshire [الإنجليزية]‏ باتفاقية توأمة.
- ترتبط Gutach im Breisgau [الإنجليزية]‏ مع وورثينغ [الإنجليزية]‏ باتفاقية توأمة.
- ترتبط تراونشتاين مع Haywards Heath [الإنجليزية]‏ باتفاقية توأمة.
- ترتبط ميونخ مع إدنبرة باتفاقية توأمة منذ 28 أغسطس 1972.[84][85][86][87]
- ترتبط لونبورغ مع Scunthorpe [الإنجليزية]‏ باتفاقية توأمة.
- ترتبط أوترندورف مع Sheringham [الإنجليزية]‏ باتفاقية توأمة.
- ترتبط ترويسدورف مع Redcar and Cleveland [الإنجليزية]‏ باتفاقية توأمة.
- ترتبط آلن مع Christchurch, Dorset [الإنجليزية]‏ باتفاقية توأمة منذ 3 يونيو 1979.[88]
- ترتبط كونيغسلوتر مع تونتون (المملكة المتحدة) باتفاقية توأمة.
- ترتبط شونغاو مع أبينغدون أون تيمز [الإنجليزية]‏ باتفاقية توأمة منذ 1970.
- ترتبط نوردلينغن مع Adur District [الإنجليزية]‏ باتفاقية توأمة.
- ترتبط هانوفر مع برستل باتفاقية توأمة منذ 1987.[89][89][90][90]
- ترتبط لايشلينغن مع هنلي أون تيمز باتفاقية توأمة.
- ترتبط دويسبورغ مع بورتسموث باتفاقية توأمة منذ 1973.
- ترتبط شفاينفورت مع North Lanarkshire [الإنجليزية]‏ باتفاقية توأمة منذ 1964.
- ترتبط فيلدرشتات مع Selby [الإنجليزية]‏ باتفاقية توأمة.
- ترتبط Künzell [الإنجليزية]‏ مع Rustington [الإنجليزية]‏ باتفاقية توأمة.
- ترتبط باد دوركهايم مع مدينة ولز باتفاقية توأمة منذ 2001.
- ترتبط شبروكهوفل مع South Kirkby and Moorthorpe [الإنجليزية]‏ باتفاقية توأمة منذ 1981.
- ترتبط هيرتن مع دونكاستر باتفاقية توأمة منذ 1984.
- ترتبط إيدار-أوبرشتاين مع مارجيت باتفاقية توأمة.
- ترتبط ديلنبورغ مع هيرفورد باتفاقية توأمة.
- ترتبط باد فورتساخ مع Wallingford, Oxfordshire [الإنجليزية]‏ باتفاقية توأمة.
- ترتبط نتيتال مع فنلاند باتفاقية توأمة.
- ترتبط فيسبادن مع رويال تونبريدج ولز [الإنجليزية]‏ باتفاقية توأمة منذ 1969.
- ترتبط Appen [الإنجليزية]‏ مع Polegate [الإنجليزية]‏ باتفاقية توأمة.
- ترتبط فيلهلمسهافن مع دنفيرملين باتفاقية توأمة منذ 1988.[91][92][93][94]
- ترتبط كولمباخ مع كيلمارنوك [الإنجليزية]‏ باتفاقية توأمة.
- ترتبط بولهايم مع فارهام [الإنجليزية]‏ باتفاقية توأمة.
- ترتبط زيندلفينغن مع درونفيلد [الإنجليزية]‏ باتفاقية توأمة منذ 29 أكتوبر 2001.
- ترتبط فلسبرغ مع شيدر باتفاقية توأمة.
- ترتبط كولونيا مع ليفربول باتفاقية توأمة منذ 29 مايو 1963.
- ترتبط باد كوتستينغ مع Sherborne [الإنجليزية]‏ باتفاقية توأمة.
- ترتبط إنغولشتات مع كيركالدي باتفاقية توأمة منذ 7 مايو 1963.
- ترتبط شتوتغارت مع كارديف باتفاقية توأمة منذ 1962.[95][95][96][96]
- ترتبط هاناو مع دارتفورد [الإنجليزية]‏ باتفاقية توأمة.
- ترتبط Isernhagen [الإنجليزية]‏ مع Peacehaven [الإنجليزية]‏ باتفاقية توأمة منذ 1 سبتمبر 2011.[97][97][97][97]
- ترتبط دارمشتات مع تشيسترفيلد باتفاقية توأمة منذ 1958.[98][98][98][98]
- ترتبط إيشفايلر مع Reigate and Banstead [الإنجليزية]‏ باتفاقية توأمة منذ 1975.
- ترتبط بريمرهافن مع غريمسبي [الإنجليزية]‏ باتفاقية توأمة منذ 1965.
- ترتبط آرنسبرغ مع London Borough of Bexley [الإنجليزية]‏ باتفاقية توأمة منذ 18 مايو 1974.
- ترتبط هوسوم مع Kidderminster [الإنجليزية]‏ باتفاقية توأمة منذ 1976.
- ترتبط Henstedt-Ulzburg [الإنجليزية]‏ مع Waterlooville [الإنجليزية]‏ باتفاقية توأمة.
- ترتبط باد بيركا مع مدينة ولز باتفاقية توأمة.
- ترتبط جاوتينغ مع Patchway [الإنجليزية]‏ باتفاقية توأمة.
- ترتبط شارلوتنبورج فيلمسدورف مع لويشام [الإنجليزية]‏ باتفاقية توأمة منذ 1961.
- ترتبط بلانغ مع Didcot [الإنجليزية]‏ باتفاقية توأمة منذ 1987.
- ترتبط فالدزهوت-تينغن مع لويس باتفاقية توأمة.
- ترتبط بروخزال مع كومبرن [الإنجليزية]‏ باتفاقية توأمة منذ 1 أكتوبر 1979.
- ترتبط إلتساخ مع وورثينغ [الإنجليزية]‏ باتفاقية توأمة.
- ترتبط فيرنهايم مع بوترز بار [الإنجليزية]‏ باتفاقية توأمة.
- ترتبط بيرغيش غلادباخ مع Runnymede [الإنجليزية]‏ باتفاقية توأمة.
- ترتبط إمنشتات مع ويلينغتون [الإنجليزية]‏ باتفاقية توأمة.
- ترتبط لاندسهوت مع إلغين باتفاقية توأمة منذ 1972.
- ترتبط بوركن مع وايتستابل باتفاقية توأمة منذ 1997.[99][99][100][100]
- ترتبط زيغن مع ليدز باتفاقية توأمة.
- ترتبط ليمبورغ آن در لان مع ليتشفيلد باتفاقية توأمة.
- ترتبط فايبلينغن مع Devizes [الإنجليزية]‏ باتفاقية توأمة منذ 1962.[101][102]
- ترتبط هايلبرون مع مقاطعة ناحية نيث بورت طالبوت [الإنجليزية]‏ باتفاقية توأمة منذ 1966.
- ترتبط إمندينغن مع Newark-on-Trent [الإنجليزية]‏ باتفاقية توأمة.
- ترتبط لودفيغسهافن مع London Borough of Havering [الإنجليزية]‏ باتفاقية توأمة منذ 1971.
- ترتبط كريفيتس مع سيفورد [الإنجليزية]‏ باتفاقية توأمة.
- ترتبط مولهايم أن در رور مع دارلينغتون باتفاقية توأمة منذ 1989.
- ترتبط كسانتن مع سالزبوري باتفاقية توأمة منذ 7 يونيو 2003.[103]
- ترتبط هيرنه مع ويكفيلد [الإنجليزية]‏ باتفاقية توأمة.[104][104]
- ترتبط فارندورف مع بيترسفيلد [الإنجليزية]‏ باتفاقية توأمة.
- ترتبط داتلن مع كانوك [الإنجليزية]‏ باتفاقية توأمة.
- ترتبط أولدنبورغ مع كينغستون [الإنجليزية]‏ باتفاقية توأمة منذ 1978.
- ترتبط كوبورغ مع وايت باتفاقية توأمة منذ 1972.
- ترتبط هيننف مع بانبوري باتفاقية توأمة.
- ترتبط بيبراخ آن در ريس مع Tendring District [الإنجليزية]‏ باتفاقية توأمة.
- ترتبط شورندورف مع بري [الإنجليزية]‏ باتفاقية توأمة.
- ترتبط بنسهايم مع أمرشام [الإنجليزية]‏ باتفاقية توأمة.
- ترتبط رندسبورغ مع لانكستر باتفاقية توأمة منذ 2014.[105][105][105][105]
- ترتبط إسلينغن آم نيكار مع مقاطعة ناحية نيث بورت طالبوت [الإنجليزية]‏ باتفاقية توأمة منذ 1996.
- ترتبط Eningen [الإنجليزية]‏ مع كان باتفاقية توأمة.
- ترتبط ماينتس مع واتفورد باتفاقية توأمة منذ 1967.
- ترتبط شفيرته مع هيستينغز باتفاقية توأمة.
- ترتبط لايبزيغ مع برمنغهام باتفاقية توأمة منذ 2004.[106][107][108][109]
- ترتبط راستات مع ووكينغ باتفاقية توأمة منذ 1965.[110]
- ترتبط مونشنغلادباخ مع North Tyneside [الإنجليزية]‏ باتفاقية توأمة.[111][111][111]
- ترتبط فورمس مع سانت ألبانز باتفاقية توأمة منذ 1990.
- ترتبط Liederbach am Taunus [الإنجليزية]‏ مع Verwood [الإنجليزية]‏ باتفاقية توأمة.
- ترتبط لانغناو مع Bridgend County Borough [الإنجليزية]‏ باتفاقية توأمة.
- ترتبط بوبارد مع ترورو باتفاقية توأمة منذ 25 مايو 1986.[112][113][114][115]
- ترتبط فارشتاين مع Hebden Royd [الإنجليزية]‏ باتفاقية توأمة.
- ترتبط غروناو مع برومزغروف [الإنجليزية]‏ باتفاقية توأمة.
- ترتبط فرانكفورت مع برمنغهام باتفاقية توأمة منذ 3 أكتوبر 1990.[116][116][116][116]
- ترتبط Marzahn-Hellersdorf [الإنجليزية]‏ مع Borough of Halton [الإنجليزية]‏ باتفاقية توأمة.
- ترتبط إزرلون مع ريكسهام باتفاقية توأمة منذ 1989.
- ترتبط باكنانغ مع تشيلمسفورد باتفاقية توأمة.
- ترتبط نورتينغن مع روندا كينون تاف [الإنجليزية]‏ باتفاقية توأمة.
- ترتبط بيلفلد مع Enniskillen [الإنجليزية]‏ باتفاقية توأمة منذ 1973.
- ترتبط Langerwehe [الإنجليزية]‏ مع Exmouth [الإنجليزية]‏ باتفاقية توأمة.
- ترتبط موندن مع حي هكني في لندن باتفاقية توأمة منذ 1962.
- ترتبط هلمشتيت مع Chard, Somerset [الإنجليزية]‏ باتفاقية توأمة.
- ترتبط لينغن مع East Staffordshire [الإنجليزية]‏ باتفاقية توأمة.
- ترتبط بتسدورف مع Ross-on-Wye [الإنجليزية]‏ باتفاقية توأمة.
- ترتبط أوفنباخ أم ماين مع حي تاور هامليتس باتفاقية توأمة منذ 1978.
- ترتبط نويشتات أن در فاينشتراسه مع لنكولن باتفاقية توأمة منذ 1956.
- ترتبط أوسترينغن مع أبرغافني [الإنجليزية]‏ باتفاقية توأمة.
- ترتبط Stelle, Germany [الإنجليزية]‏ مع Glenfield, Leicestershire [الإنجليزية]‏ باتفاقية توأمة.
- ترتبط أور-إركنشفيك مع North Tyneside [الإنجليزية]‏ باتفاقية توأمة.
- ترتبط باتنبرغ مع رومزي [الإنجليزية]‏ باتفاقية توأمة.
- ترتبط هايدنهايم مع نيوبورت باتفاقية توأمة.
- ترتبط هيلدن مع وارينغتون باتفاقية توأمة.
- ترتبط مندن مع Flintshire [الإنجليزية]‏ باتفاقية توأمة.
- ترتبط Erlensee [الإنجليزية]‏ مع Biggleswade [الإنجليزية]‏ باتفاقية توأمة.
- ترتبط شفايبيش غموند مع بارنسلي باتفاقية توأمة منذ 1991.[117][117][118][118]
- ترتبط كونستانس مع ريتشموند على نهر التايمز باتفاقية توأمة.
- ترتبط زالتسغيتر مع سويندون باتفاقية توأمة منذ 1975.
- ترتبط بامبرغ مع بيدفورد باتفاقية توأمة منذ 1973.
- ترتبط فولفنبوتل مع روندا كينون تاف [الإنجليزية]‏ باتفاقية توأمة.
- ترتبط همسباخ مع Wareham, Dorset [الإنجليزية]‏ باتفاقية توأمة.
- ترتبط Waldbronn [الإنجليزية]‏ مع مونموث باتفاقية توأمة.
- ترتبط فريدبرغ مع تشبنهام باتفاقية توأمة منذ 1966.
- ترتبط كاستروب راوكسل مع ويكفيلد باتفاقية توأمة.
- ترتبط باسوم مع Spilsby [الإنجليزية]‏ باتفاقية توأمة.
- ترتبط فالدزاسن مع بينكويد باتفاقية توأمة.
- ترتبط آلسفلد مع New Mills [الإنجليزية]‏ باتفاقية توأمة.
- ترتبط كفيكبورن مع أوكفيلد [الإنجليزية]‏ باتفاقية توأمة.

## منظمات دولية مشتركة
يشترك البلدان في عضوية مجموعة من المنظمات الدولية، منها:
| علم المنظمة | اسم المنظمة                                  | تاريخ انضمام ألمانيا | تاريخ انضمام المملكة المتحدة |
| ----------- | -------------------------------------------- | -------------------- | ---------------------------- |
|             | مؤسسة التمويل الدولية                        | 20 يوليو 1956        | 20 يوليو 1956                |
|             | يونسكو                                       | 11 يوليو 1951        | 4 نوفمبر 1946                |
|             | مركز تنسيق الحركة في أوروبا ‏                 | ?                    | ?                            |
|             | مؤسسة التنمية الدولية                        | 24 سبتمبر 1960       | 24 سبتمبر 1960               |
|             | المركز الدولي لتسوية المنازعات الاستشارية    | 18 مايو 1969         | 18 يناير 1967                |
|             | مجموعة الثماني                               | 18 مايو 1998         | ?                            |
|             | الأمم المتحدة                                | 18 سبتمبر 1973       | 24 أكتوبر 1945               |
|             | مجموعة العشرين                               | 26 سبتمبر 1999       | 26 سبتمبر 1999               |
|             | منظمة الأمن والتعاون في أوروبا               | 25 يونيو 1973        | 25 يونيو 1973                |
|             | وكالة الفضاء الأوروبية                       | 31 مايو 1977         | 28 مارس 1978                 |
|             | البنك الدولي للإنشاء والتعمير                | 14 أغسطس 1952        | 27 ديسمبر 1945               |
|             | حلف شمال الأطلسي                             | 9 مايو 1955          | 4 أبريل 1949                 |
|             | المنظمة الهيدروغرافية الدولية                | ?                    | ?                            |
|             | بنك التنمية الآسيوي                          | 1966                 | 1966                         |
|             | نظام تحكم تكنولوجيا القذائف                  | 1987                 | 1987                         |
|             | المنظمة الأوروبية لسلامة الملاحة الجوية      | 1960                 | 1960                         |
|             | الفريق المعني برصد الأرض                     | ?                    | ?                            |
|             | مجلس أوروبا                                  | 13 يوليو 1950        | 5 مايو 1949                  |
|             | الاتحاد الأوروبي                             | 25 مارس 1957         | 1973                         |
|             | اتفاقية السماوات المفتوحة                    | ?                    | ?                            |
|             | بنك التنمية الكاريبي ‏                        | ?                    | ?                            |
|             | مجموعة أستراليا                              | 1985                 | 1985                         |
|             | المرصد الأوروبي الجنوبي                      | 1962                 | 2002                         |
|             | مجموعة الموردين النوويين                     | ?                    | ?                            |
|             | الوكالة الدولية للطاقة                       | ?                    | ?                            |
|             | منظمة التعاون الاقتصادي والتنمية             | 27 سبتمبر 1961       | 2 مايو 1961                  |
|             | وكالة ضمان الاستثمار متعدد الأطراف           | 12 أبريل 1988        | 12 أبريل 1988                |
|             | Organisation for Joint Armament Cooperation ‏ | ?                    | ?                            |
|             | منظمة حظر الأسلحة الكيميائية                 | 29 أبريل 1997        | ?                            |
|             | البنك الإفريقي للتنمية                       | ?                    | ?                            |
|             | الاتحاد الدولي للاتصالات                     | 1866                 | 24 فبراير 1871               |
|             | منظمة الشرطة الجنائية الدولية                | ?                    | ?                            |
|             | الاتحاد البريدي العالمي                      | 1 يوليو 1875         | ?                            |
|             | منظمة التجارة العالمية                       | ?                    | 1995                         |

## أعلام
هذه قائمة لبعض الشخصيات التي تربطها علاقات بالبلدين:
- آن (متسابقة حدث من المملكة المتحدة، 15 أغسطس 1950[161] – )
- أندريه غييم (21 أكتوبر 1958 – )
- إدوارد السابع ملك المملكة المتحدة (ملك المملكة المتحدة ودول الكومنولث وامبراطور الهند، 9 نوفمبر 1841[162][163][164] – 6 مايو 1910[162][164][165])
- بوب هوسكينز (ممثل إنجليزي، 26 أكتوبر 1942[166][167][168] – 29 أبريل 2014[166][167][168])
- جورج الأول ملك بريطانيا العظمى (ملك بريطانيا العظمى، 28 مايو 1660 – 11 يونيو 1727)
- جورج الثاني ملك بريطانيا العظمى (ملك بريطاني، 30 أكتوبر 1683[169][170] – 25 أكتوبر 1760[169][170][171])
- جورج الخامس ملك المملكة المتحدة (ملك المملكة المتحدة لبريطانيا العظمى وشمال ايرلندا ودول الكومنولث وامبراطور الهند، 3 يونيو 1865[172][173][174] – 20 يناير 1936[172][173][174])
- جون ر. تولكين (فيلولوجي إنجليزي وكاتب روائي، 3 يناير 1892[175][176][177] – 2 سبتمبر 1973[175][176][177])
- ديانا أميرة ويلز (1 يوليو 1961[178][179][180] – 31 أغسطس 1997[178][179][180])
- فيكتوريا ملكة المملكة المتحدة (ملكة المملكة المتحدة لبريطانيا العظمى وايرلندا، 24 مايو 1819[181][182][183] – 22 يناير 1901[181][182][183])
- فيليب دوق إدنبرة (أمير يوناني الأصل زوج الملكة اليزابيث الثانية، 10 يونيو 1921[184][185][186] – )
- ماري تك (26 مايو 1867[187][188][189] – 24 مارس 1953[187][188][189])
- ميجان دوقة ساسيكس (ممثلة أمريكية وزوجة الأمير هاري، 4 أغسطس 1981[190] – )
- ويليام هيرشل (عالم فلكي بريطاني ألماني المولد، 15 نوفمبر 1738[191][192][193] – 25 أغسطس 1822[191][192][194])
- يواخيم فون ريبنتروب (30 أبريل 1893[195][196][197] – 16 أكتوبر 1946[195][196][197])

## وصلات خارجية
- موقع وزارة الخارجية الألمانية
- موقع وزارة الخارجية البريطانية